# Бетані (Індіана)
Бетані (англ. Bethany) — місто (англ. town) в США, в окрузі Морган штату Індіана. Населення — 95 осіб (2020).

## Географія
Бетані розташоване за координатами 39°32′2″ пн. ш. 86°22′44″ зх. д. / 39.53389° пн. ш. 86.37889° зх. д. (39.533802, -86.378897).  За даними Бюро перепису населення США в 2010 році місто мало площу 0,25 км², з яких 0,22 км² — суходіл та 0,03 км² — водойми.

## Демографія
Згідно з переписом 2010 року, у місті мешкала 81 особа в 31 домогосподарстві у складі 24 родин. Густота населення становила 330 осіб/км².  Було 34 помешкання (139/км²).
Расовий склад населення:
| - 95,1 % — білих - 1,2 % — корінних американців |

До двох чи більше рас належало 3,7 %. Частка іспаномовних становила 1,2 % від усіх жителів.
За віковим діапазоном населення розподілялося таким чином: 19,8 % — особи молодші 18 років, 69,1 % — особи у віці 18—64 років, 11,1 % — особи у віці 65 років та старші. Медіана віку мешканця становила 35,8 року. На 100 осіб жіночої статі у місті припадало 113,2 чоловіків;  на 100 жінок у віці від 18 років та старших — 116,7 чоловіків також старших 18 років.
Середній дохід на одне домашнє господарство  становив 43 681 долар США (медіана — 41 250), а середній дохід на одну сім'ю — 44 712 долари (медіана — 42 500). Медіана доходів становила 46 458 доларів для чоловіків та 41 250 доларів для жінок. За межею бідності перебувало 35,9 % осіб, у тому числі 65,2 % дітей у віці до 18 років та 15,4 % осіб у віці 65 років та старших.
Цивільне працевлаштоване населення становило 37 осіб. Основні галузі зайнятості: оптова торгівля — 24,3 %, виробництво — 21,6 %, освіта, охорона здоров'я та соціальна допомога — 16,2 %, фінанси, страхування та нерухомість — 10,8 %.